# Atletica leggera ai Giochi della XXVIII Olimpiade - Staffetta 4×400 metri maschile

Video della Finale

## Presenze ed assenze dei campioni in carica
| Competizione      | Atleta         | Prestazione | Atene 2004 |
| ----------------- | -------------- | ----------- | ---------- |
| Olimpiadi 2000    | Nigeria        | 2'58”68     | Presente   |
| Commonwealth 2002 | Inghilterra    | 3'00”40     | [ E 1 ]    |
| Europei 2002      | Gran Bretagna  | 3'01"25     | Presente   |
| Asiatici 2002     | Arabia Saudita | 3'02”47     | Non qual.  |
| Panamericani 2003 | Giamaica       | 3'01”81     | Presente   |
| Africani 2003     | Botswana       | 3'02"24     | Presente   |
| Mondiali 2003     | Francia        | 2'58”96     | Presente   |

1. ↑  Ai Giochi l'Inghilterra non gareggia come nazione a sé stante, ma sotto la bandiera della Gran Bretagna.

## Finale
| Pos | Paese       | Atleta                                                           | Tempo   |
| --- | ----------- | ---------------------------------------------------------------- | ------- |
|     | Stati Uniti | Otis Harris Derrick Brew Jeremy Wariner Darold Williamson        | 2'55"91 |
|     | Australia   | John Steffensen Mark Ormrod Patrick Dwyer Clinton Hill           | 3'00"60 |
|     | Nigeria     | James Godday Musa Audu Saul Weigopwa Enefiok Udo-Obong           | 3'00"90 |
| 4   | Giappone    | Yuki Yamaguchi Jun Osakada Tomohiro Itō Mitsuhiro Satō           | 3'00"99 |
| 5   | Regno Unito | Timothy Benjamin Sean Baldock Malachi Davis Matthew Elias        | 3'01"07 |
| 6   | Bahamas     | Nathaniel McKinney Aaron Cleare Andrae Williams Chris Brown      | 3'01"88 |
| 7   | Germania    | Ingo Schultz Kamghe Gaba Ruwen Faller Bastian Swillims           | 3'02"22 |
| 8   | Botswana    | Johnson Kubisa California Molefe Gaolesiela Salang Kagiso Kilego | 3'02"49 |